# 528

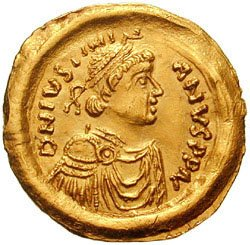
Keizer Justinianus I op een gouden tremissis

Het jaar 528 is het 28e jaar in de 6e eeuw volgens de christelijke jaartelling.

## Gebeurtenissen

### Byzantijnse Rijk
- 13 februari - Keizer Justinianus I belast een juridische commissie met de monumentale taak van het codificeren van de bestaande Romeinse rechtspraak. Dit wordt de grondslag van het befaamde "Corpus Iuris Civilis", welke in latere eeuwen model zal staan voor de wetgeving van vrijwel alle Europese naties.
- De stad Antiochië wordt opnieuw getroffen door een aardbeving.

### Azië
- De Witte Hunnen (Heftalieten) worden door een verbond van inheemse vorsten uit het noordwesten van India verdreven.
- In Silla, een van de drie koninkrijken van Korea, wordt het boeddhisme als staatsgodsdienst erkend.

## Byzantijns bouwwerk
- De (eerste) Galatatoren in Constantinopel (huidige Istanboel) wordt gebouwd.

## Overleden
- Eufrosius, patriarch van Antiochië (Syria)